# Otec Sergij (film 1978)
Otec Sergij (Отец Сергий) è un film del 1978 diretto da Igor' Talankin, adattamento del racconto Padre Sergij di Lev Tolstoj.

## Trama
Il film racconta il principe Stepan Kasatsky e la sua lotta con le passioni.